# Lizze Broadway
Elizabeth Broadway, née le 16 février 1998 à Toledo, Ohio, est une actrice américaine.

## Biographie
Broadway est né le 16 février 1998 à Toledo, Ohio. Elle a déménagé à Los Angeles avec sa famille à l'âge de 9 ans.

## Filmographie

### Cinéma
- 2011 : Bad Mom : Rose
- 2015 : 16 and Missing : Becca Koats
- 2018 : Instakiller : Harper
- 2020 : American Pie Présente : Girls Power : Stephanie Stifler
- 2020 : The Lost Boys : Willa « Billie » Frog
- 2022 : The Inhabitant : Suzy
- 2023 : Ghosted : Mattie Turner
- 2025 : Baby Bluff de Tyler Spindel : Shirley

### Télévision
- 2010 : Southland : Brooks Ryerson
- 2011 : Shameless : Fille
- 2013 : Bones : Kat Martin
- 2013 : Conan : Steph
- 2014 : Trophy Wife : Maya
- 2017 : 	Chicago P.D. : JoJo McKinnon
- 2018 : NCIS : Enquêtes spéciales : Mandy
- 2018 : Here and Now : Becca Koats
- 2018 : Henry Danger : Heather Bogart
- 2018–2019 : Splitting Up Together : Zoey
- 2019 : Slay : Ashley
- 2019–2021 : The Rookie : Le Flic de Los Angeles : Aurora
- 2023 : Gen V : Emma Shaw

## Distinctions
Pour son rôle dans Bones, elle a été nommée pour la meilleure performance dans une série télévisée - Invitée avec une jeune actrice de 14 à 16 ans aux 35e Young Artist Awards.